# Fád Múfí
Fád Múfí (Mulhouse, 1996. május 5. –) marokkói korosztályos válogatott labdarúgó, hátvéd, a Vidad Casablanca játékosa.

## Pályafutása

### Klubcsapatokban
Múfí a franciaországi Mulhouse városában született. Az ifjúsági pályafutását a helyi Mulhouse csapatában kezdte, majd a Lyon akadémiájánál folytatta.
2014-ben mutatkozott be a Lyon tartalékkeretében. A 2016–17-es szezonban a Sedan Ardennes szerződtette. 2017-ben a portugál első osztályban szereplő Tondelához igazolt. 2020. szeptember 30-án három éves szerződést kötött a Portimonense  együttesével. Először a 2020. november 1-jei, Santa Clara ellen 2–1-re elvesztett mérkőzés félidejében, Anzai Kóki cseréjeként lépett pályára. Első gólját 2022. február 21-én, szintén a Santa Clara ellen idegenben 1–1-es döntetlennel zárult találkozón szerezte meg. 2023. július 11-én a horvát Hajduk Splithez írt alá. 2025. január 12-én közös megegyezéssel felbontotta szerződését a klubbal. Kétnappal később másfél lvre aláírt a Vidad Casablanca csapatához.

### A válogatottban
Múfí 2013-ban egy mérkőzés erejéig tagja volt a marokkói U17-es válogatottnak.
Első behívóját a 2022. szeptember 27-ei, Paraguay elleni barátságos mérkőzésre kapta a felnőtt válogatott-tól.

## Statisztikák
2024. augusztus 8. szerint
| Klub         | Szezon   | Osztály       | Bajnokság | Bajnokság | Kupa  | Kupa | Nemzetközi | Nemzetközi | Összesen | Összesen |
| Klub         | Szezon   | Osztály       | Meccs     | Gól       | Meccs | Gól  | Meccs      | Gól        | Meccs    | Gól      |
| ------------ | -------- | ------------- | --------- | --------- | ----- | ---- | ---------- | ---------- | -------- | -------- |
| Tondela      | 2017–18  | Liga Portugal | 2         | 0         | 0     | 0    | —          | —          | 2        | 0        |
| Tondela      | 2018–19  | Liga Portugal | 13        | 1         | 3     | 0    | —          | —          | 16       | 1        |
| Tondela      | 2019–20  | Liga Portugal | 26        | 0         | 1     | 0    | —          | —          | 27       | 0        |
| Tondela      | Összesen | Összesen      | 41        | 1         | 4     | 0    | 0          | 0          | 45       | 1        |
| Portimonense | 2020–21  | Liga Portugal | 26        | 0         | 0     | 0    | —          | —          | 26       | 0        |
| Portimonense | 2021–22  | Liga Portugal | 31        | 1         | 6     | 0    | —          | —          | 37       | 1        |
| Portimonense | 2022–23  | Liga Portugal | 31        | 1         | 2     | 0    | —          | —          | 33       | 1        |
| Portimonense | Összesen | Összesen      | 88        | 2         | 8     | 0    | 0          | 0          | 96       | 2        |
| Hajduk Split | 2023–24  | 1. HNL        | 28        | 0         | 3     | 0    | 2          | 0          | 33       | 0        |
| Hajduk Split | 2024–25  | 1. HNL        | 1         | 0         | 0     | 0    | 3          | 0          | 4        | 0        |
| Hajduk Split | Összesen | Összesen      | 29        | 0         | 3     | 0    | 5          | 0          | 37       | 0        |
| Összesen     | Összesen | Összesen      | 158       | 3         | 15    | 0    | 5          | 0          | 178      | 3        |

## Sikerei, díjai
Hajduk Split
- Horvát Szuperkupa
  - Döntős (1): 2023